# Verwaltungsrat des Bayerischen Rundfunks
Der Verwaltungsrat ist das zentrale Entscheidungs- und Kontrollgremium des Bayerischen Rundfunks. Gesetzliche Grundlage für seine Einrichtung ist Artikel 5 des Bayerischen Rundfunkgesetzes.

## Aufgaben
Der Verwaltungsrat hat die wirtschaftliche und technische Entwicklung des Rundfunks zu fördern.
Gem. Art. 10 Bayerisches Rundfunkgesetz hat der Verwaltungsrat folgende Aufgaben:
- den Dienstvertrag mit dem Intendanten abzuschließen;
- den Bayerischen Rundfunk bei Rechtsgeschäften und Rechtsstreitigkeiten zwischen dem Bayerischen Rundfunk und dem Intendanten zu vertreten;
- die Geschäftsführung des Intendanten zu überwachen;
- den vom Intendanten aufgestellten Haushaltsplan und Jahresabschluss zu überprüfen;
- jährlich die genehmigte Abrechnung sowie den vom Intendanten erstellten Betriebsbericht zu veröffentlichen;
- die Zustimmung zum Abschluss, zur Abänderung oder zur Aufhebung von Dienstverträgen zu erteilen, soweit nicht der Intendant selbst zuständig ist.

## Mitglieder
Der Verwaltungsrat besteht seit Inkrafttreten des neuen Bayerischen Rundfunkgesetzes am 1. Januar 2017 aus sieben (statt bisher sechs) Mitgliedern, davon sind zwei sogenannte „geborene“ Mitglieder, das heißt Mitglieder qua Amt. Dies sind die Präsidentin des Bayerischen Landtags und die Präsidentin des Bayerischen Verwaltungsgerichtshofs. Weitere fünf Mitglieder werden vom Rundfunkrat des Bayerischen Rundfunks gewählt, dürfen aber nicht gleichzeitig dem Rundfunkrat angehören.
| Name                | Entsender                          | Funktion im Verwaltungsrat                                       |
| ------------------- | ---------------------------------- | ---------------------------------------------------------------- |
| Ilse Aigner         | Bayerischer Landtag / CSU          | Vorsitzende des Verwaltungsrats                                  |
| Heinz Klinger       | vom Rundfunkrat gewählt            | Stv. Vorsitzender des Verwaltungsrats                            |
| Jörg Ammon          | vom Rundfunkrat gewählt            | Stv. Vorsitzender des Ausschusses für Technik, IT und Multimedia |
| Christa Baumgartner | vom Rundfunkrat gewählt            | Vorsitzende des Bauausschusses                                   |
| Peter Hufe          | vom Rundfunkrat gewählt            | Vorsitzender des Ausschusses für Technik, IT und Multimedia      |
| Andrea Breit        | Bayerischer Verwaltungsgerichtshof | Personalberichterstatterin                                       |
| Wolfgang Stöckel    | vom Rundfunkrat gewählt            | Stv. Vorsitzender des Bauausschusses                             |